# بريسكا جيبتو
بريسكا جيبتو (بالإنجليزية: Priscah Jeptoo) (من مواليد 26 يونيو 1984) عداءة مسافات طويلة من كينيا متخصصة في سباقات الماراثون. وقد فازت في سباقات الماراثون في نيويورك وباريس وتورينو، ولندن، ولها أفضل وقت 02:20:14. وكانت الوصيفة في سباق الماراثون في كل من بطولة العالم لألعاب القوى عام 2011 ودورة الألعاب الأولمبية لندن 2012. أفضل وقت لها في سباق النصف ماراثون هو 66 دقيقة و 11 ثانية.